# Дорохов Валерій Валерійович
Вале́рій Вале́рійович До́рохов (позивний «Роланд»; 21 червня 1991, м. Тернопіль — 17 квітня 2023, Донецька область) — український підприємець, військовослужбовець, лейтенант 68 ОЄБр Збройних сил України, учасник російсько-української війни, командир Олега Барни. Почесний громадянин міста Тернополя (2023, посмертно).

## Життєпис
Валерій Дорохов народився 21 червня 1991 року в Тернополі.
Закінчив юридичний факультет Тернопільського національного економічного університету (нині Західноукраїнський національний університет).
Власник закладу харчування в Тернополі «Tigerbox».
З початком повномасштабного російського вторгнення 2022 року обійняв посаду командира взводу роти охорони Тернопільського міського ТЦК та СП. Потім став командиром бойового взводу 68-ї окремої єгерської бригади. Загинув 17 квітня 2023 року разом із Олегом Барною під час штурму позицій окупантів на Донеччині.
21 квітня 2023 року відбулося прощання з Валерієм Дороховим та Олегом Барною в Михайлівському Золотоверхому соборі та на Майдані Незалежності в Києві. Віддати шану загиблим прийшли сотні людей, серед них — Петро та Марина Порошенки.
Похований 22 квітня 2023 року на Алеї Героїв Микулинецького цвинтаря м. Тернополя.
Залишилася мама.

## Нагороди
- орден Богдана Хмельницького ІІІ ступеня (24 серпня 2023, посмертно) — за особисту мужність, виявлену у захисті державного суверенітету та територіальної цілісності України, самовіддане виконання військового обов'язку[10];
- почесний громадянин міста Тернополя (28 квітня 2023, посмертно) — за вагомий особистий вклад у становленні української державності та особисту мужність і героїзм у виявленні у захисті державного суверенітету та територіальної цілісності України[11].